# Список персонажів «Jormungand»
Jormungand (яп. ヨルムンガンド, Yorumungando) — манґа авторства Кейтаро Такахаші, що виходила у журналі Monthly Sunday Gene-X. Аніме-адаптація від студії White Fox виходила з квітня по червень 2012.

## Головні герої
Коко Хекматяр (яп. ココ・ヘクマティアル)
Сейю — Шідзука Іто: Головна героїня. Молодий торговець зброєю, дочка торговельного магната. Входить до Європейського HCLI/Африканського відділу транспортування зброї. Більшість вважає її дитиною, через її веселу вдачу, але це не так. Вона вважає, Йону своїм молодшим братом. У неї закохана Валмет, але Коко цього не помічає.
Йона (яп. ヨナ)
Сейю — Муцумі Тамура: Дитина-солдат. Його сім'я була убита, і він хоче помститися за це. Він приєднується до загону Коко, попри загальну нелюбов до торговців зброєю та той факт, що він абсолютно не любить зброю. Проте, його думка про загін змінюється і він залишається з ними.

## Охоронці Коко
Лем (яп. レーム, Rēmu)
Сейю — Уншьо Ішідзука: Найстаріший член команди Коко, та її права рука. Колишній боєць підрозділу Дельта, який був свідком події в Сомалі у 1990 році. Ветеран, найманець з хорошими лідерськими якостями.
Валмет (яп. バルメ, Barume)
Сейю — Саяка Охара: Екс-механізованих Фінського підрозділу швидкого реагування, також чудово вправляється з ножами. Вона закохана у Коко, але вона не звертає на це уваги. Її справжнє ім'я Софія Валмет. Валмет служила офіцером миротворчої місії в Африці як один зі співробітників Фінського підрозділу спец. призначення у складі ООН.
Мао (яп. マオ, Mao)
Сейю — Ґо Шіномія: Колишній офіцер-артилерист однієї з азійських країн, він був звільнений з військової служби після нещасного випадку зі смертельним кінцем на одному з тренувань, після чого був завербований Коко.
Р (яп. アール, Āru)
Сейю — Кацуюкі Коніші: Італієць. Колишній Барселаристський розвідник. Він брав участь у Боснійській війні у складі місії миру ООН.
Юґо (яп. ウゴ, Ugo)
Сейю — Кійоші Кацунума: Колишній водій мафії, був завербований Коко після того, як вона знищила їхню банду. Юґо з радістю пристав на пропозицію оскільки ненавидів наркотики, тому що вони погубили його брата. Зараз він особистий водій Коко.
Люц (яп. ルツ, Rutsu)
Сейю — Ватару Хатано: Колишній снайпер групи спецпризначення. У команді Коко також виступає у ролі основного снайпера.
Тоджьо Акіхіко (яп. 東條秋彦, Tōjō Akihiko)
Сейю — Хітоші Янай: Колишній оператор японського спецпідрозділу SR. Побував у багатьох гарячих точках світу в тому числі й на Кубі. Після звільнення із SR протягом 20-хв йому було запропоновано працювати на Каспера Хекматьяр. Його справжнє ім'я Акіхіко Тоджьо. Наразі він вчить Йону математиці.
| аніме і манґа | Це незавершена стаття про аніме та манґу. Ви можете допомогти проєкту, виправивши або дописавши її. |